# 라몬 에기아사발
라몬 에기아사발 베로아(스페인어: Ramón Eguiazábal Berroa; 1896년 4월 14일, 바스크 주 이룬 ~ 1939년 날짜 미상, 론-알프 지방 리옹)는 스페인의 축구 선수로, 1920 올림픽에 참가했다..

## 국가대표팀 경력
그는 1920 올림픽의 축구 대회에서 은메달을 획득한 스페인의 원년 선수단원이다.
그는 벨기에에서 열린 이 대회에서 덴마크, 벨기에, 그리고 네덜란드와의 경기에 세 차례 출전했다.

## 사생활
그는 이룬 출신이다.

## 수상

### 클럽
레알 우니온
- 코파 데 에스파냐: 1918, 1924

### 국가대표팀
스페인
- 올림픽 은메달: 1920

### 일반
- 라몬 에기아사발 databaseOlympics (보존)
- Evans, Hilary; Gjerde, Arild; Heijmans, Jeroen; Mallon, Bill. “라몬 에기아사발”. 《Olympics at Sports-Reference.com》. Sports Reference LLC. 2020년 4월 18일에 원본 문서에서 보존된 문서.

### 상세
1. ↑  라몬 에기아사발 프로필 보관됨 2020-04-18 - 웨이백 머신 - sports-reference.com (영어)
2. 1 2  라몬 에기아사발 - EU-Football